# ENO3
烯醇化酶3（英語：enolase 3，ENO3），也称为β-烯醇化酶（beta-enolase，ENO-β）是人类基因组中编码的三种烯醇化酶（也称做“磷酸烯醇式丙酮酸水合酶”， phosphopyruvate hydratase）之一，其基因位于17號染色體，存在選擇性剪接。